# Cavok Air
Cavok Air — украинская грузовая авиакомпания.

## История
Авиакомпания была создана в 2011 году и начала свою деятельность 26 апреля 2012 года после получения cертификата эксплуатанта от Госавиаслужбы Украины.

## Флот

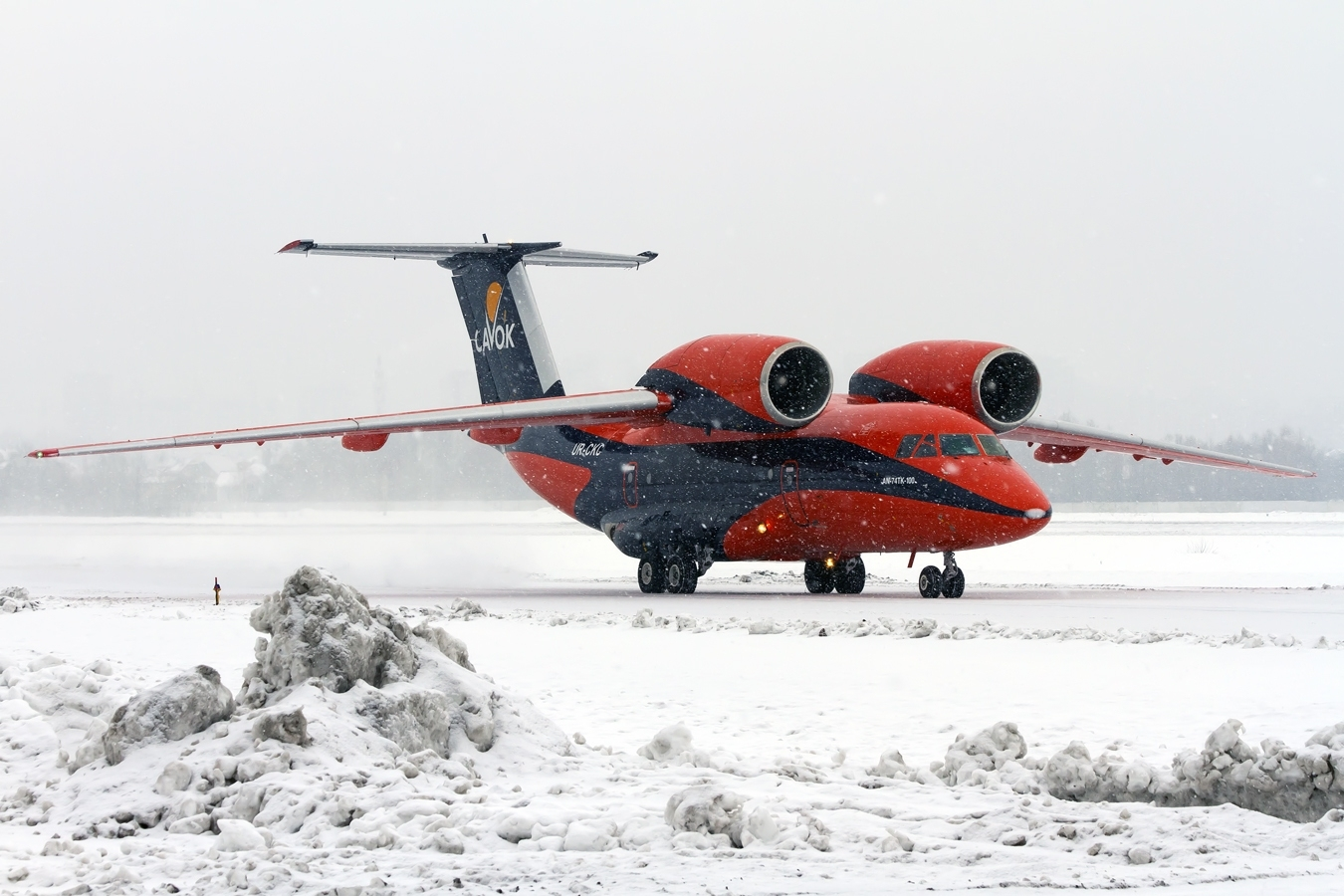
Ан-74ТК100 авиакомпании в аэропорту «Киев», 2013 год

По состоянию на апрель 2019 года флот Cavok Air включает следующие самолеты:
| Изображение | Самолёт | Количество | Примечания |
| ----------- | ------- | ---------- | ---------- |
|             | Ан-12Б  | 7          |            |
|             | Всего   | 7          |            |

## Аварии и инциденты
- 29 июля 2017 года Ан-74ТК100 UR-CKC разбился при взлете из Международного аэропорта Сан-Томе и не подлежал ремонту. Сообщалось о столкновении с птицей, и самолет вылетел за конец взлетно-посадочной полосы при попытке прервать взлет.[6][7][8]